# Есиз
Есиз (фр. Essises) насеље је и општина у североисточној Француској у региону Пикардија, у департману Ен (Пикардија) која припада префектури Шато Тјери.
По подацима из 2011. године у општини је живело 429 становника, а густина насељености је износила 58,69 становника/km². Општина се простире на површини од 7,31 km². Налази се на средњој надморској висини од 128 метара (максималној 219 m, а минималној 109 m).

## Демографија
| 1962. | 1968. | 1975. | 1982. | 1990. | 1999. | 2011. |
| ----- | ----- | ----- | ----- | ----- | ----- | ----- |
| 200   | 203   | 177   | 239   | 325   | 370   | 429   |

График промене броја становника у току последњих година